# Alpina panticosea
Alpina panticosea är en fjärilsart som beskrevs av Eugen Wehrli 1945. Alpina panticosea ingår i släktet Alpina och familjen mätare. Inga underarter finns listade i Catalogue of Life.